# Lophochroa leadbeateri
Lophochroa leadbeateri là một loài chim trong họ Cacatuidae.
Đây là loài vẹt mào có kích cỡ vừa với phạm vi giới hạn ở vùng nội địa khô hạn và bán khô cằn của Australia. 
Tên khoa học loài này kỷ niệm nhà tự nhiên học người Anh, Benjamin Leadbeater. Ở Trung Úc phía nam của Alice Springs, thuật ngữ Pitjantjatjara là kakalyalya.